# Pomatostomus halli
Il garrulo di Hall (Pomatostomus halli Cowles, 1964)) è un uccello passeriforme della famiglia dei Pomatostomidae.

## Etimologia
Il nome scientifico della specie, halli, venne scelto in omaggio al filantropo australiano Harold Wesley Hall, che finanziò la spedizione durante la quale vennero reperiti gli esemplari che servirono per la descrizione scientifica della specie.

## Descrizione

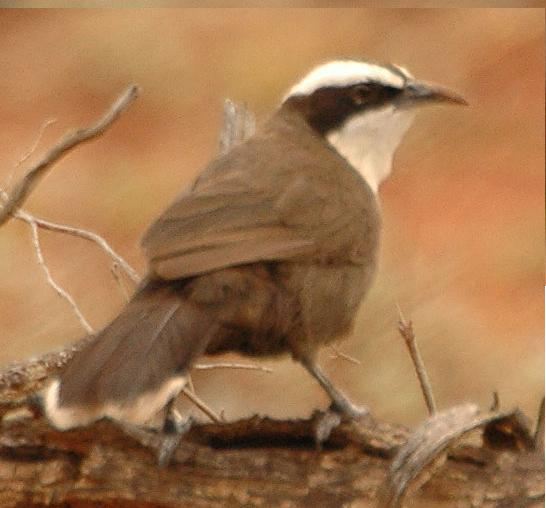
Esemplare nel Queensland.

### Dimensioni
Misura 19–21 cm di lunghezza, per 30-47 g di peso.

### Aspetto
Si tratta di uccelli dall'aspetto paffuto e arrotondato, con grossa testa allungata che sembra incassata direttamente nel torso, becco falciforme lungo e lievemente ricurvo verso il basso, zampe forti e allungate, coda anch'essa piuttosto lunga e dall'estremità arrotondata (che viene in genere portata eretta perpendicolarmente al corpo e lievemente spiegata a ventaglio) ed ali arrotondate: nel complesso, questi uccelli somigliano molto agli altri garruli australiani, dai quali possono essere distinti per la testa bruna con banda superciliare bianca più spessa.
Il piumaggio è di colore bruno scuro su fronte, vertice, nuca, dorso, ali e coda, con tendenza a scurirsi ulteriormente su queste ultime due parti (con la coda che si presenta inoltre orlata di bianco): fianchi, ventre e sottocoda sono di color bruno-nocciola, mentre il sopracciglio, la gola ed il petto sono di colore bianco candido. Dai lati del becco parte una banda di colore bruno-nerastro che raggiunge gli occhi (formando una mascherina) e continua fino al bruno della nuca, separando il bianco di sopracciglia e gola.

Non esiste dimorfismo sessuale.
Il becco e le zampe sono di colore nerastro, mentre gli occhi sono di colore bruno scuro.

## Biologia

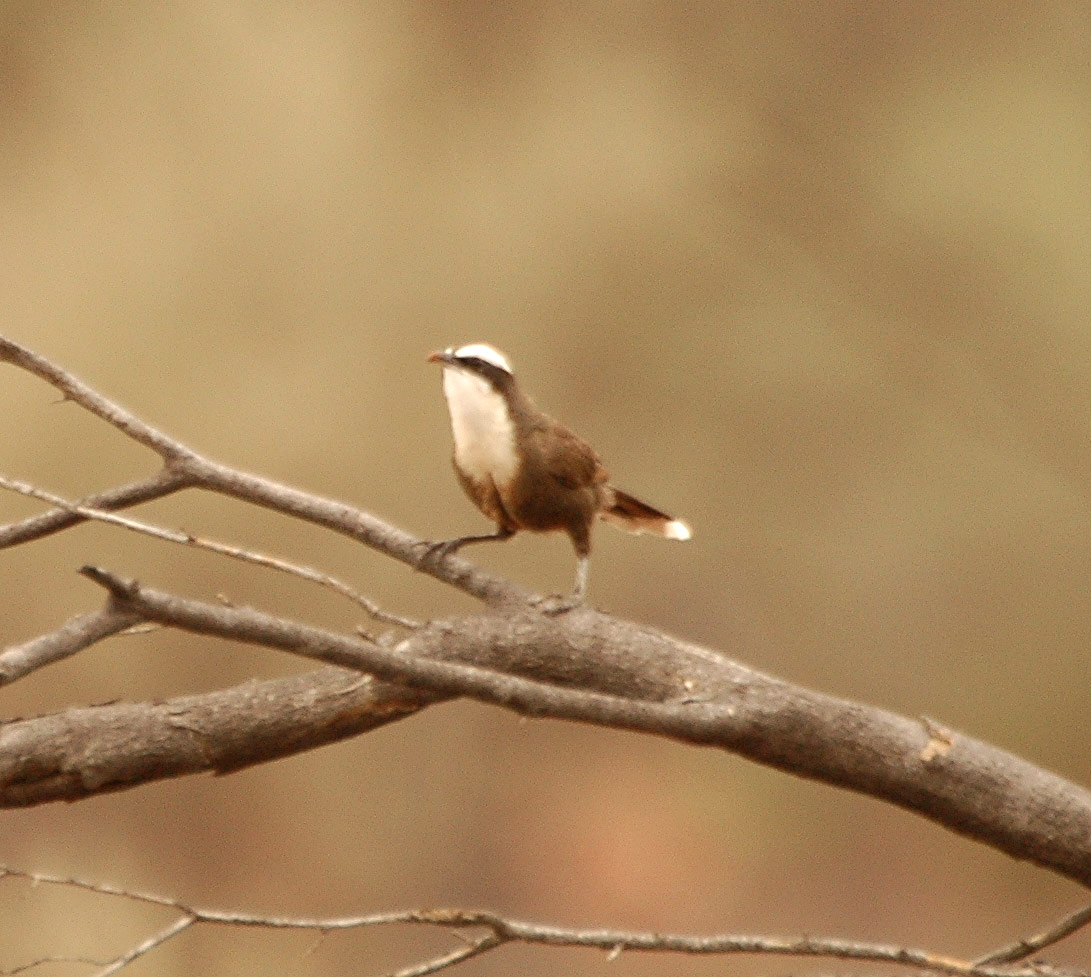
Esemplare nel Queensland sud-occidentale.

Si tratta di uccelli diurni, che vivono in gruppi a base familiare di una decina d'individui, costituiti da una coppia riproduttrice e dai giovani di più covate precedenti: questi animali passano la maggior parte della giornata al suolo alla ricerca di cibo, spiccando raramente il volo.

I vari membri di un gruppo si tengono in frequente contatto vocale fra loro mediante una varietà di richiami che vanno da cinguettii acuti ad aspri gracchi.

### Alimentazione
Si tratta di uccelli insettivori, che reperiscono il cibo (insetti, piccoliinvertebrati, larve) al suolo o fra i rami bassi di alberi e cespugli, utilizzando il lungo becco ricurvo per sondare il terreno e la corteccia, rimuovendo detriti e sassolini per mettere a nudo le prede.

### Riproduzione
La riproduzione sembra poter avvenire durante tutto l'arco dell'anno (ed in genere più volte l'anno), a patto che vi sia una sufficiente disponibilità di cibo: si tratta di uccelli monogami, con le coppie in riproduzione che vengono aiutate anche dagli altri membri del gruppo (che durante il periodo riproduttivo si riduce a 3-5 unità).
Il nido è globoso e grossolano, costruito alla biforcazione del tronco di un'acacia o una casuarina: i gruppi sono soliti costruire più nidi nel proprio territorio, utilizzandone poi solo uno (che solitamente viene rimaneggiato e riutilizzato per più stagioni) per la deposizione, mentre gli altri vengono solitamente usati come ripari per la notte.
All'interno del nido vengono deposte 1-3 uova, che le femmine si alternano a covare (mentre i maschi le imbeccano e fanno la guardia al nido ed al territorio) per circa venti giorni: i pulli, ciechi ed implumi alla schiusa, vengono imbeccati e accuditi da tutti i membri del gruppo e s'involano poco dopo le due settimane di vita, pur rimanendo col proprio gruppo d'appartenenza per mesi prima di allontanarsi in maniera definitiva e disperdersi.

## Distribuzione e habitat
Il garrulo di Hall è endemico dell'Australia centro-orientale, nella quale occupa una porzione triangolare del Grande Bacino Artesiano che ha i suoi vertici nella contea di Boulia, nella contea di Brewarrina e nella contea di Paroo.
L'habitat di questi uccelli è rappresentato dalle aree aperte aride e semiaride rocciose con alternanza di zone boschive a predominanza di casuarina e mulga e zone aperte a copertura cespugliosa.